# Танхойзер (опера)
„Танхойзер и състезанието на певците във Вартбург“ (на немски: Tannhäuser und der Sängerkrieg auf Wartburg) е опера в три действия на германския композитор Рихард Вагнер, представена за пръв път на 19 октомври 1845 година в Кралския придворен театър в Дрезден.
Вагнер сам пише либретото на операта, базирано на две средновековни легенди – за минезингера Танхойзер и за Състезанието на певците във Вартбург. Централни за сюжета са сблъсъкът между сакрална и профанна любов и изкуплението чрез любовта, което е основна тема в зрялото творчество на композитора. До края на живота си Вагнер продължава да прави различни изменения в операта, която и в наши дни е сред най-често изпълняваните.
Вагнер замисля създаването на опера върху легендата за Танхойзер през 1841 година. В основата на сюжета са няколко сказания, между които и преданието за Танхойзер и действителното състезание на певците в замъка Вартбург край Айзенах. Освен това Вагнер използва и съвременни литературни източници: новелата на поета-романтик Е.Т.А. Хофман „Състезанието на минезингерите“, един разказ на същата тема от Лудвиг Тик, както и една народна балада от сборника на Арним и Брентано „Вълшебният рог на момчето“. В либретото са вмъкнати като действащи лица минезингерите Волфрам фон Ешенбах и Валтер фон дер Фогелвайде.
В България „Танхойзер“ е поставена за първи път на 30 януари 1931 година от диригента Херман Щанге, режисьор е Николай Веков, а в главната роля е Стефан Македонски.

## Сюжет
Действието на операта се развива в началото на ХІІІ век. Танхойзер се пробужда след дълъг сън в обятията на Венера в нейната пещера край Айзенах. Той е дочул в съня си камбаните на родното си място и моли да си тръгне. Богинята на любовта му разкрива красотите на своето царство, след което заплашва рицаря с нещастия. Танхойзер изрича името на Дева Мария и магията се разваля. Долината край Вартбург е огласяна от песен на овчарче. Надалеч звучи песнопението на поклонниците, поели към Рим. Танхойзер решава да тръгне с богомолците и да измоли прошка за греховете си.
От лов се завръща ландграфът на Тюрингия Херман. С него са най-прочутите минезингери. Един от тях – Волфрам разпознава Танхойзер и радостен го приветства. Рицарите канят Танхойзер да участва в състезанието на рицарите-певци. Волфрам му напомня, че Елизабет все още го обича и го очаква. Танхойзер не е и мечтал за такова щастие – той също е влюбен в Елизабет. Рицарят се отказва от пътуването до Рим и поема със старите си приятели към Вартбург.
Елизабет за първи път ще присъства на състезанията на певците, откакто Танхойзер е заминал. Волфрам, който също е влюбен в нея, наблюдава съкрушен щастливата среща между двамата. Тържествени фанфари известяват откриването на състезанието. Ландграфът обявява темата – „Какво е любов“. Волфрам пее пръв, след него са рицарите Валтер фон дер Фогелвайде и Битеролф. Всички те възхваляват любовта като най-възвишеното чувство. Развълнуван Танхойзер запява: „Любовта не е лъжливо себеотрицание, тя е радост и наслада!“ И въодушевен подема химна на Венера – нека всички научат от нея какво е любов. Рицарите са потресени. Това е нечувана наглост! Елизабет, макар и наскърбена от думите на Танхойзер, застава пред него, за да го защити от мечовете на разгневените мъже. Сега тя показва какво всъщност е любов. Саможертвата за любимия – ето истинското ѝ значение и величие. Ландграфът е трогнат от силната обич на Елизабет и пощадява живота на Танхойзер, но той трябва да изкупи своя грях. Едва сега Танхойзер разбира истинската същност на любовта и отново решава да отиде на поклонение в Рим – за да бъде достоен за любовта на Елизабет.
Поклонниците се завръщат от Рим, но Танхойзер го няма. Волфрам се опитва да утеши девойката, но напразно. Елизабет усеща близката си смърт. Когато тя свършва, Волфрам запява тъжната песен за звездата вечерница. Появява се богомолец в дрипи, съсипан от умора. Това е Танхойзер. „Когато този сух жезъл разцъфти, тогава ще бъде опростен твоят грях.“ – това му е казал гневно папата в Рим. Разкъсван от душевни терзания, Танхойзер вижда в мислите си Венера, заобиколена от красиви нимфи, която го кани при себе си. Волфрам му разказва за страданията на Елизабет, която умира от скръб. Дочува се камбанен звън, виденията на Танхойзер изчезват и поклонници носят безжизненото тяло на Елизабет. Рицарят обезумял се втурва след погребалното шествие. С горчиви думи на разкаяние Танхойзер издъхва до Елизабет. Идват други поклонници, които с вълнение разказват как жезълът на папата в Рим изведнъж разцъфтял... Не църквата, а душевната чистота на влюбената девойка изкупва греховете на рицаря-певец.